# Pierre Paulin
Pour les articles homonymes, voir Paulin.

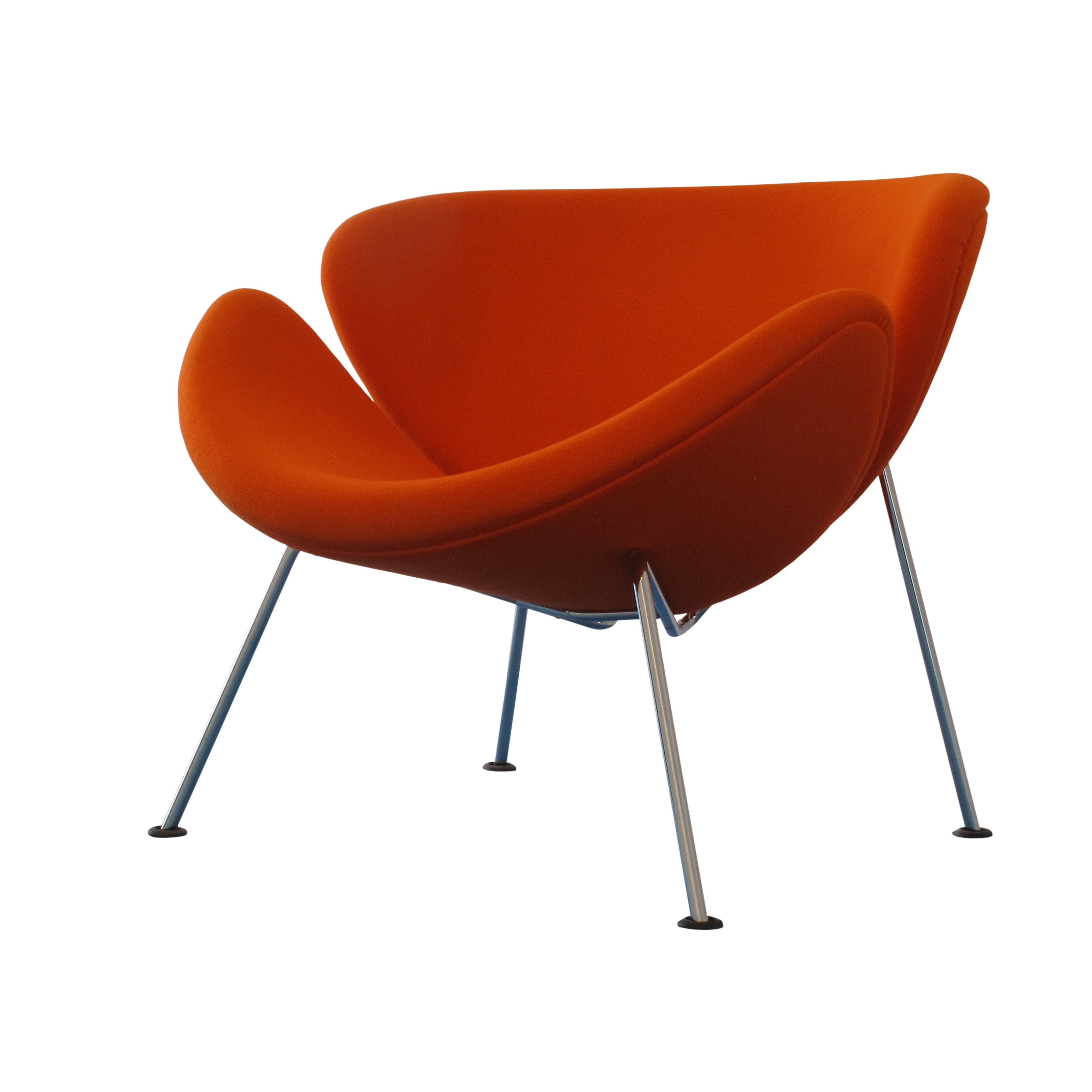
Orange Slice Chair, Pierre Paulin.

Pierre Paulin, né le 9 juillet 1927 à Paris et mort le 13 juin 2009 à Montpellier, est un designer français. Son talent réside dans un passage de la décoration au design assez caractéristique de celui d'après guerre en France et dans les matériaux utilisés pour la fabrication des sièges. Ceux-ci sont rembourrés de mousse et habillés de jersey.
Il est l'un des « plus grands designers de [son] temps » et sujet de nombreux ouvrages et rétrospectives.

## Biographie

### Enfance et formation
Né à Paris en 1927, Pierre Paulin passe son enfance à Laon. Il acquiert la passion de la création auprès de son grand-oncle Freddy Stoll, sculpteur, et de son oncle Georges Paulin, designer automobile (Bentley, Rolls Royce etc.) et inventeur du coupé cabriolet décapotable, d'après un dépôt de modèle en 1927 fabriqué par Peugeot. Il devient étudiant à l'École Camondo en 1947 et en sort diplômé en 1950.

### Les débuts

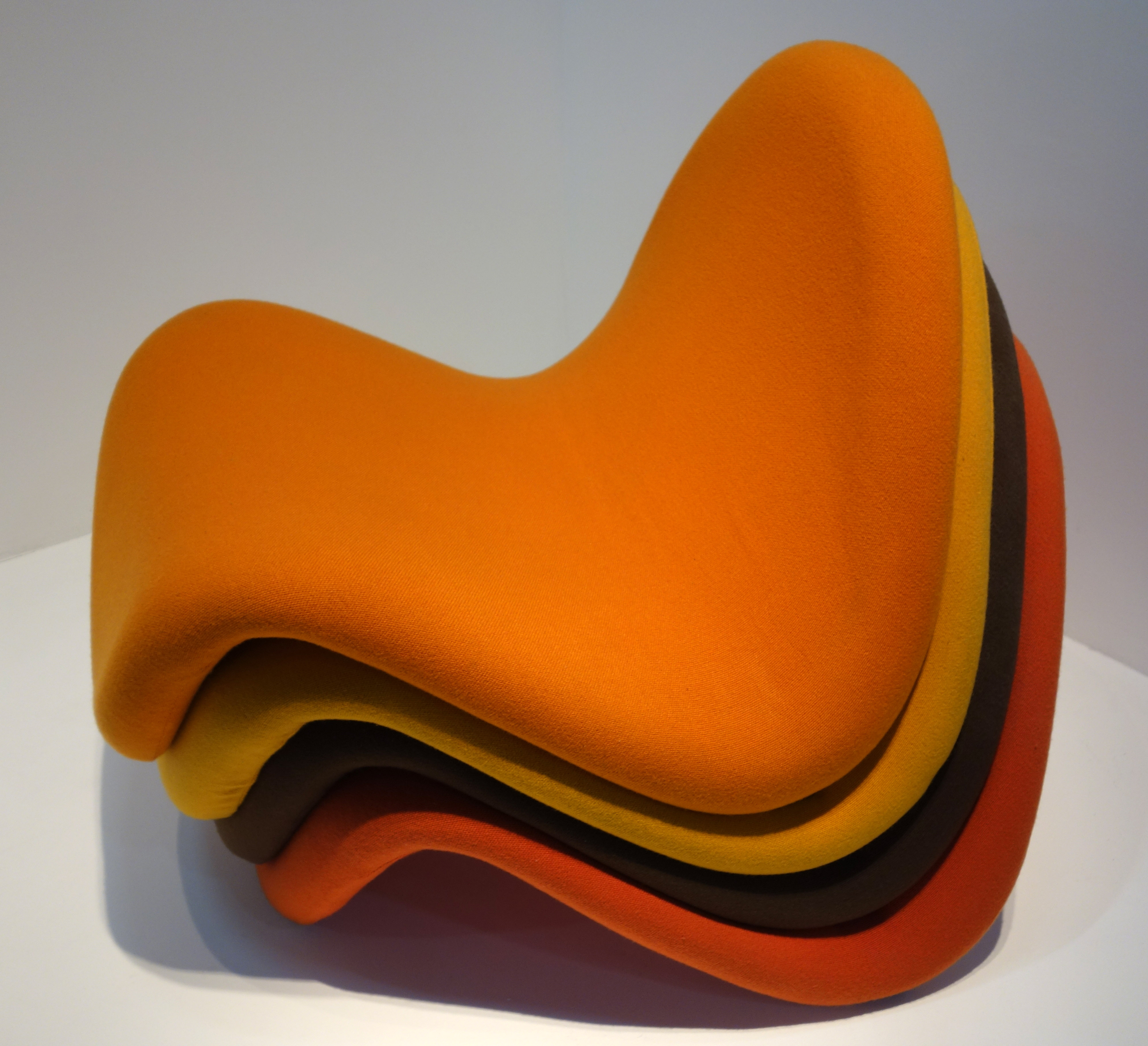
Sièges 577 dit Tongue, Pierre Paulin.

Après avoir été l'élève de l'ensemblier Maxime Old, il entre au bureau d'études de Marcel Gascoin. En 1953, le succès arrive avec le Salon des arts ménagers ; il entame alors une collaboration avec Thonet France. En 1953, il expose ses premières créations à la section « Le Foyer d’aujourd’hui » du Salon des arts ménagers. Paulin trouve alors ses influences dans le mobilier scandinave et dans les productions américaines de Charles Eames et de Florence Knoll. En 1954, l'entreprise Thonet France commence à éditer les meubles de Pierre Paulin.
En 1958, la maison d’édition de meubles Artifort, basée à Maastricht, décide de s’orienter vers le meuble contemporain et rassemble une équipe de créateurs parmi lesquels Pierre Paulin. Ainsi, de 1960 à 1970, Pierre Paulin développe pour Artifort une gamme de sièges faits de coques en bois moulé garnies de mousse Pirelli et habillées de housses préfabriquées en tissu extensible, aux formes souples et arrondies, aux couleurs vives. Parmi ces sièges iconiques : Mushroom (Champignon) Model No. 560 (1960), Tongue chair Model No. 577 (1967), Ribbon chair (Ruban) Model No. 582 (1966).
En 2008, il est élu à l'Académie des Hauts Cantons. Son épouse, Maïa, en est élue présidente en 2022.

## Travaux de design remarquables
- 1961 : aménagement du Foyer des artistes de la Maison de la Radio[9].
- 1969 : Chicago Design Award pour le Ribbon Chair, siège dont la forme évoque celle d'un ruban plié dont la courbe constituerait le dossier.
- 1970 : Pierre Paulin participe à l'aménagement du pavillon d'honneur de la France à l'Exposition universelle d'Osaka. Il présente le canapé Amphys, dont le prototype est réalisé par le Mobilier national. Constitué d'un socle modulable par mètres, sur lequel des bandes de mousse recouvertes de textile extensible se clipsent selon la longueur désirée (6 mètres maximum).
- 1968-1972 : Pierre Paulin participe à l'aménagement de l'aile Denon du musée du Louvre et crée les sièges toujours en usage dans la Grande Galerie du Louvre (sièges borne, dos-à-dos et face-à-face).
- 1970-1971 : aménagement des appartements privés du président Pompidou à l'Élysée : salle à manger, fumoir, salon aux tableaux[9].
- 1975 : Pierre Paulin fonde l'agence de design ADSA avec Maïa Wodzislawska (sa compagne) et Marc Lebailly, agence qui devient ADSA + Partners lorsque Roger Tallon et Michel Schreiber les rejoignent en 1984. Il dessine pour Allibert les premiers fauteuils de jardin en résine de synthèse et participe à la conception d'une nouvelle gamme de produits pour Calor/Tefal.
- Années 1970-1980 : il participe à l'aménagement du hall des départs TGV de la Gare-de-Lyon et à la réhabilitation de la Gare de Versailles-Rive-Gauche.
- 1983 : présentation au Musée des arts décoratifs d'une collection de pièces d'ébénisterie réalisées dans le cadre du Mobilier national avec l'Atelier de Recherche et de Création.
- 1984 : aménagement du bureau du président de la République François Mitterrand[9],[10].
- 1986 : aménagement d'avions Airbus pour Air Inter.
- 1987: création d'un service de table en porcelaine tendre en collaboration avec la Manufacture nationale de Sèvres. Les formes géométriques des assiettes et des plats ainsi que leur décor en relief relèvent d'une grande complexité de production.
- 1993 : mise à la retraite par Havas Euro RSCG (qui avait acquis l'agence ADSA).
- 2002 : il renoue des contacts avec Artifort, après la reprise de l’entreprise par un nouvel industriel ; de nombreux sièges sont réintroduits au catalogue.
- 2005 : après un long moment d'interruption, Habitat (et son directeur artistique Tom Dixon) lui ayant demandé de mettre dans ses catalogues deux de ses sièges, dont le siège « Amphys » et« Osaka », il reprend goût à la conception de produits et collabore avec Magis, Perimeter et surtout Roset à partir de 2006 pour réintroduire plusieurs modèles anciens revisités par de nouvelles techniques et un confort amélioré. De nouveaux modèles, dans des techniques actuelles, sont également proposés à ces éditeurs et sont en attente[Quoi ?] de production.
- 2009 : Étagère Élysée pour Magis (it)

## Expositions et récompenses
En 1987, Pierre Paulin reçoit le grand prix national de la Création industrielle.
En 2007, pour ses 80 ans, une exposition lui est consacrée lors de la Design Parade 02 à la Villa Noailles à Hyères-les-Palmiers en région PACA. À cette occasion est publié aux éditions Archibooks un livre très détaillé de ses créations. De 2007 à 2008, une grande exposition lui est consacrée aux Gobelins de Paris, ainsi qu'une exposition à la galerie d'Azzedine Alaïa fin 2007.
Les sièges de Pierre Paulin figurent parmi les collections du MoMA à New York, du Fonds national d'art contemporain, du centre national d'art et de culture Georges-Pompidou, du musée des arts décoratifs de Paris, du Victoria and Albert Museum à Londres.
En 2013, une exposition lui est consacrée à Tokyo, au Japon.
Une partie d'un grand projet, conçu pour l'entreprise américaine Herman Miller mais jamais réalisé, est présentée à Art Basel Miami en 2014.
En 2015, la Galerie Perrotin Paris présente quelques meubles exceptionnels édités par Paulin.
En mai 2016, une grande rétrospective lui est consacrée au centre Georges-Pompidou.
En juin 2016, la Galerie Perrotin de New York présente des créations de Pierre Paulin.

## Vie privée
Pierre Paulin est le père de trois enfants : Dominique Paulin, médecin et peintre, Fabrice Paulin créateur de mobilier, d'un premier mariage avec Lita Senski ainsi que Benjamin Paulin, compositeur et chanteur, d'un second mariage avec Maïa Wodzislawska.

## Distinctions
- Chevalier de la Légion d'honneur (1994)
- Commandeur de l'ordre des Arts et des Lettres (2004)[14]

## Postérité
La maison de Pierre Paulin à La Calmette (Saint-Roman-de-Codières) est inscrite au titre des monuments historiques le 18 octobre 2018.